# Dolar brunejski
Dolar brunejski – jednostka walutowa Brunei. 1 dolar = 100 centów.
Od 1967 roku na podstawie umowy pomiędzy Brunei i Singapurem kurs wymiany waluty jest ustalony na poziomie 1:1 z dolarem singapurskim.